# Frieren. U kresu drogi
Frieren. U kresu drogi (jap. 葬送のフリーレン Sōsō no Furīren) – manga napisana przez Kanehito Yamadę i zilustrowana przez Tsukasę Abe, publikowana na łamach magazynu „Shūkan Shōnen Sunday” wydawnictwa Shōgakukan od kwietnia 2020. Na jej podstawie powstał serial anime wyprodukowany przez studio Madhouse, który emitowano od września 2023 do marca 2024. Premiera drugiego sezonu zaplanowana jest na 2026 rok.
W Polsce prawa do dystrybucji mangi nabyło Studio JG, prawa do streamingu anime posiada serwis Crunchyroll, a licencję na emisje w telewizji Polsat Games.

## Fabuła
Historia opowiada o elfiej czarodziejce Frieren, byłej członkini grupy poszukiwaczy przygód, którzy pokonali króla demonów i przywrócili harmonię na świecie. W przeszłości do drużyny oprócz Frieren należeli: ludzki bohater Himmel, krasnoludzki wojownik Eisen oraz ludzki kapłan Heiter. Przed rozstaniem wszyscy wspólnie obserwują Meteory Ery, deszcz meteorytów, który zdarza się raz na 50 lat. Frieren zgadza się zobaczyć z nimi ponownie i proponuje, że zabierze ich w lepsze miejsce, aby mogli obserwować to wydarzenie przy powtórnym jego wystąpieniu. Następnie Frieren odchodzi i podróżuje po świecie w pogoni za magiczną wiedzą.
Frieren wraca do stolicy 50 lat później, stwierdzając, że miasto się zmieniło, a jej dawni towarzysze wyraźnie się postarzeli. Po ostatnim obejrzeniu deszczu meteorytów wraz z towarzyszami, Himmel umiera ze starości. Podczas jego pogrzebu Frieren wyraża poczucie winy, że nie próbowała poznać go lepiej. Następnie składa wizytę swoim pozostałym towarzyszom. Przyjmuje ofertę nauczania i opieki nad Fern, osieroconym dzieckiem adoptowanym przez Heitera. Otrzymuje również zaproszenie do podróży daleko na północ, do miejsca spoczynku dusz, aby godnie pożegnać Himmela i wyrazić swoje uczucia. Aby spełnić te prośby, Frieren wyrusza w podróż razem z Fern, jednocześnie kontynuując swoją pasję do poznawania magii.

## Bohaterowie

### Drużyna Frieren
- Frieren (jap. フリーレン Furīren)

Seiyū: Atsumi Tanezaki 
Elfia czarodziejka i była członkini drużyny, która pokonała króla demonów. Chociaż wygląda na bardzo młodą, należy do długowiecznej rasy elfów i żyje od ponad tysiąca lat. Ponieważ jej poczucie czasu jest odmienne od ludzkiego, nie ma skrupułów, by pracować miesiącami, jeśli nie latami. Ponad tysiąc lat temu, kiedy wioska Frieren została zaatakowana przez demony, została uratowana przez potężną czarodziejkę Flamme, która wzięła ją na swoją uczennicę. To traumatyczne przeżycie zaszczepiło we Frieren głęboko zakorzenioną odrazę do demonów, która pragnie wyplenić je z powierzchni ziemi. Po śmierci króla demonów, poświęciła się badaniom nad magią przeciwko demonom, kontynuując zabijanie ich, kiedy tylko mogła. Jako osoba, która zgładziła najwięcej demonów w historii, zyskała przydomek „Frieren Odsyłająca do Grobu”, budząc postrach wśród ich rasy. Po śmierci Himmela, członka rozwiązanej dawno już drużyny, żałowała, że nie poznała go lepiej podczas ich dziesięcioletniej przygody. W rezultacie wyruszyła w nową podróż w towarzystwie swojej uczennicy Fern, aby dowiedzieć się więcej o ludzkości. Jako elfka jest często postrzegana jako niewrażliwa na ludzkie emocje. Jej okazjonalna niezdarność w interakcjach społecznych prowadzi do tego, że inni błędnie określają ją jako zdystansowaną, ale w rzeczywistości posiada życzliwą i opiekuńczą naturę.
- Fern (jap. フェルン Ferun)

Seiyū: Kana Ichinose 
Jedyna uczennica Frieren. Jest sierotą wojenną z południowego kraju, która straciła rodziców i była bliska popełnienia samobójstwa, skacząc z rozpaczy z wąwozu. Została uratowana przez Heitera, pod okiem którego później zaczęła trenować magię, aby stać się samodzielną. Mając 9 lat poznała Frieren, która odwiedzała wówczas Heitera. Fern poprosiła elfkę o nauczenie jej magii, aby mogła stać się pełnoprawnym magiem. Po śmierci Heitera, w wieku 15 lat wyruszyła w podróż jako uczennica Frieren. Później została magiem pierwszej klasy, zdając egzamin jeszcze jako nastolatka.
- Stark (jap. シュタルク Shutaruku)

Seiyū: Chiaki Kobayashi, Arisa Kiyoto (dziecko) 
Młody wojownik, który został wychowany przez Eisena i zastąpił go w nowej przygodzie Frieren. Ponieważ Eisen odrzucił zaproszenie ze względu na swój podeszły wiek, Stark przyjął rolę wojownika walczącego w zwarciu, do czego Frieren i Fern, jako czarodziejki, nie są przystosowane. Pomimo swojej nieśmiałości, Stark okazuje się być silnym i zdolnym wojownikiem, lojalnym wobec swoich towarzyszy.
- Sein (jap. ザイン Zain)

Seiyū: Yūichi Nakamura 
Kapłan z północnych krain, który dołącza do drużyny Frieren. Pomimo wyjątkowego talentu, łatwo ulega własnym nałogom, takim jak zamiłowanie do alkoholu, papierosów, hazardu i starszych kobiet. Przez pewien czas podróżuje z grupą Frieren, ale ostatecznie opuszcza ją tymczasowo, aby szukać swojego najlepszego przyjaciela, który dawno temu wybrał się na samotną przygodę.

### Drużyna bohaterów
Grupa bohaterów, do której należała Frieren. Podróżowali razem przez 10 lat, aż w końcu wypełnili swoją misję zabicia króla demonów, a następnie rozstali się.
- Himmel (jap. ヒンメル Hinmeru)

Seiyū: Nobuhiko Okamoto 
Zmarły ludzki członek oryginalnej drużyny bohaterów. Był liderem grupy, którego cechował egocentryzm i pewność siebie, ale jednocześnie głęboka życzliwość i bezinteresowność. Po wspólnym obejrzeniu deszczu meteorytów on i Frieren obiecali sobie, że jeszcze się spotkają. Zmarł wkrótce po ich ponownym spotkaniu 50 lat później.
- Heiter (jap. ハイター Haitā)

Seiyū: Hiroki Tōchi 
Drugi zmarły ludzki członek drużyny bohaterów. Był kochającym alkohol kapłanem, który znalazł, adoptował i wychował Fern po rozwiązaniu grupy.
- Eisen (jap. アイゼン Aizen)

Seiyū: Yōji Ueda 
Jedyny żyjący członek oryginalnej drużyny bohaterów oprócz Frieren. Eisen jest krasnoludem, który, choć nie tak długowieczny jak elfy, wciąż ma znacznie dłuższą długość życia niż ludzie. Ponieważ jednak był już w kwiecie wieku i starzał się, nawet jak na krasnoludzkie standardy, odrzucił zaproszenie Frieren do ponownej wyprawy, decydując się spędzić pozostałe dni w spokoju, polecając swojego ucznia Starka jako swojego zastępcę.

### Demony
Rasa potworów, która niegdyś terroryzowała świat, prowadzona przez króla demonów, dopóki ten nie został zabity przez drużynę bohaterów. Od tego czasu niedobitki sił, choć osłabione, nadal prowadzą wojnę z innymi rasami. Demony są indywidualistycznymi stworzeniami, których hierarchia społeczna opiera się wyłącznie na sile i chociaż wykazano, że są zdolne do odczuwania emocji, te różnią się od ludzkich, co sprawia, że są niezgodne z ludzkimi normami moralnymi. Ostatecznie udają one okazywanie ludzkich uczuć, aby zwodzić innych.
- Aura (jap. アウラ)

Seiyū: Ayana Taketatsu 
Dawna nemezis Frieren i drużyny bohaterów, którą udało im się wypędzić wiele lat temu. Posiada Szale Posłuszeństwa, broń, która pozwalała jej zdominować przeciwników i zamieniać ich w marionetki, umożliwiając odcięcie im głów, stąd przydomek „Gilotynniczka”. Kiedy Aura próbuje użyć Szal Posłuszeństwa na Frieren, zamiast tego wpada pod jej kontrolę i na rozkaz Frieren odcina sobie głowę.
- Qual (jap. クヴァール Kuvāru)

Seiyū: Hiroki Yasumoto 
Qual, znany jako „Starzec Rozkładu”, był jednym ze sług króla demonów, który został zapieczętowany przez drużynę bohaterów, ponieważ był zbyt silny, aby go pokonać. Kilkadziesiąt lat później został odpieczętowany przez Frieren, która ostatecznie zniszczyła go z pomocą Fern. Jest twórcą potężnej magii ofensywnej znanej jako „Zoltraak”, która stała się standardowym zaklęciem używanym przez magów po tym, jak została zbadana i rozszyfrowana przez ludzkich badaczy w czasie, gdy był zapieczętowany.
- Lügner (jap. リュグナー Ryugunā)

Seiyū: Jun’ichi Suwabe 
Demon służący Aurze, który pod przykrywką „wysłannika pokoju” ma za zadanie zlikwidować barierę antydemoniczną w mieście. Zostaje zgładzony przez Fern przy użyciu zaklęcia zabijającego demony, którego nauczyła ją Frieren.
- Linie (jap. リーニエ Rīnie)

Seiyū: Manaka Iwami 
Jedna z asystentek Lügnera. Jest demonem zdolnym do odczytywania many przeciwnika i wykorzystywania jej przeciwko niemu. Została zabita przez Starka podczas tej samej bitwy, w której Lügner zmierzył się z Fern.
- Draht (jap. ドラート Dorāto)

Seiyū: Kōki Ōsuzu 
Jeden z asystentów Lügnera, który wszedł do celi więziennej Frieren, próbując ją zabić. Z powodu jego arogancji, która była przyczyną upadku Lügnera i Linie, został stracony przez samą Frieren.

### Inni
- Flamme (jap. フランメ Furanme)

Seiyū: Atsuko Tanaka 
Legendarna czarodziejka i twórczyni ludzkiej magii. Była uważana za postać mitologiczną, a jej istnienie jest często kwestionowane. Wiele przypisywanych jej grymuarów uważa się za fałszywe, ale w rzeczywistości istniała około tysiąclecia przed początkiem historii. Była mentorką Frieren i uczennicą wielkiej czarodziejki Serie.
- Granat (jap. グラナト Guranato)

Seiyū: Shunsuke Sakuya 
Obecny graf miasta Granat, którym władała również jego długa linia przodków. Próbuje doprowadzić do rozmów pokojowych z demonami, zwłaszcza z wysłannikami Aury, ale skrycie żywi do nich nienawiść i szuka zemsty za śmierć syna.
- Kraft (jap. クラフト Kurafuto)

Seiyū: Takehito Koyasu 
Elfi mnich, który został uwięziony w chatce w górach Schwer. Frieren i jej drużyna spotkali go, gdy szukali schronienia przed zamiecią i pozostali z nim przez sześć miesięcy, zanim ich drogi się rozeszły.
- Starszy brat Seina

Seiyū: Daisuke Hirakawa 
Kapłan w małej wiosce w lesie Alt, który samotnie wychowywał Seina po tym jak stracili rodziców. Mimo zaproszenia Heitera, odrzucił możliwość zostania kapłanem w świętym mieście, aby poświęcić się opiece nad bratem, czego nigdy nie żałował.
- Stoltz (jap. シュトルツ Shutorutsu)

Seiyū: Takuya Eguchi 
Starszy brat Starka. W przeciwieństwie do innych mieszkańców wioski, którzy postrzegali Starka jako nieudacznika, Stoltz zawsze traktował brata z życzliwością i pomagał mu odpowiednio trenować. Zginął, gdy legion demonów najechał ich wioskę i zrównał ją z ziemią, dając Starkowi czas na ucieczkę.
- Przywódczyni Wioski Miecza (jap. 剣の里の里長 Ken no Sato no satoosa)

Seiyū: Konomi Kohara 
Młoda przywódczyni odosobnionej wioski, która chroni święty miecz przeznaczony dla legendarnego bohatera. Jest wnuczką poprzedniej liderki wioski, która powitała Himmela i jego drużynę podczas ich podróży w celu pokonania króla demonów.

## Produkcja
Katsuma Ogura, redaktor naczelny Frieren. U kresu drogi, zauważył, że poprzednia praca Kanehito Yamady, Bocchi hakase to Robot shōjo no zetsubō teki Utopia, nie odniosła komercyjnego sukcesu, mimo że sam uznał ją za arcydzieło. Skłoniło go to do zasugerowania, aby przy kolejnym projekcie Yamada współpracował z ilustratorem. Rozważali różne pomysły, w tym mangę gagową, co zaowocowało stworzeniem scenorysów do one-shota Frieren. Po ich przeczytaniu Ogura roześmiał się, stwierdzając, że to wcale nie jest komedia. Gdy Yamada ukończył pierwszy scenorys, Ogura skontaktował się z Tsukasą Abe i poprosił go o narysowanie projektu postaci oraz przesłanie pracy do działu redakcyjnego. Yamada był pod wrażeniem i, zachęcony przez Ogurę, przedstawił projekt do oceny. Ogura był zadowolony z ilustracji Abe i zaproponował, by artysta na stałe współpracował z Yamadą. Yamada zatwierdził pierwszą ilustrację Frieren, wierząc, że tytułowa postać ma aurę człowieczeństwa.
Podczas spotkania działu redakcyjnego redaktor naczelny powiedział: „Jeśli uda nam się wybrać dobry tytuł, zapłacimy nagrodę w wysokości 10 000 jenów z własnej kieszeni”. Jedną z propozycji, zgłoszoną przez zastępcę redaktora naczelnego, było Sōsō no Frieren (jap. 葬送のフリーレン Sōsō no Furīren). Yamada i Abe uznali ją za odpowiednią i zdecydowali się użyć tego tytułu dla swojej mangi.

## Manga
Pierwszy rozdział mangi został opublikowany 28 kwietnia 2020 w magazynie „Shūkan Shōnen Sunday”. W styczniu 2023 ogłoszono, że publikacja serii zostanie tymczasowo wstrzymana. Jej wydawanie wznowiono 22 marca tego samego roku. Wydawnictwo Shōgakukan zebrało rozdziały mangi w pojedyncze tankōbony, których pierwszy tom opublikowano 18 sierpnia 2020. Według stanu na 18 marca 2025, do tej pory wydano 14 tomów.
17 lutego 2023 wydawnictwo Studio JG ogłosiło, że nabyło prawa do dystrybucji mangi w Polsce, premiera odbyła się zaś 12 maja tego samego roku.
Od 22 do 26 maja 2023 w magazynie internetowym „Sunday Webry” ukazało się pięć spin-offów w formie one-shotów różnych autorów:
- Chūbō no Frieren (jap. 厨房のフリーレン Chūbō no Furīren) – Kassan (22 maja)
- Yūsha Himmel no bōkentan (jap. 勇者ヒンメルの冒険譚 Yūsha Hinmeru no bōkentan) – Ren Miura (23 maja)
- Frieren wa ningen wo shiritai (jap. フリーレンは人間を知りたい Furīren wa ningen wo shiritai) – Jona (24 maja)
- Himmel tabi nikki (jap. ヒンメル旅にっき Hinmeru tabi nikki) – Kazumi Yamaguchi (25 maja)
- Yorimichi no Frieren (jap. 寄り道のフリーレン Yorimichi no Furīren) – Sōichi Igarashi (26 maja)

## Anime
We wrześniu 2022 na okładce 9. tomu mangi ogłoszono, że seria otrzyma adaptację w formie anime. Później ujawniono, że będzie to serial telewizyjny wyprodukowany przez studio Madhouse i wyreżyserowany przez Keiichirō Saitō. Scenariusz napisał Tomohiro Suzuki, postacie zaprojektowała Reiko Nagasawa, a muzykę skomponował Evan Call. Seria była emitowana od 29 września 2023 do 22 marca 2024 w bloku programowym Kin’yō Road Show stacji Nippon TV. Pierwszym motywem otwierającym jest „Yūsha” (jap. 勇者) autorstwa Yoasobi, końcowym zaś „Anytime Anywhere” w wykonaniu Milet. W pierwszym odcinku jako motyw końcowy został wykorzystany utwór „Bliss” również autorstwa Milet. Drugi motyw otwierający, zatytułowany „Haru” (jap. 晴る), wykonał duet Yorushika, podczas gdy drugim motywem końcowym jest inną część utworu „Anytime Anywhere”. Prawa do streamingu poza Azją Wschodnią posiada serwis Crunchyroll. W Polsce serial jest emitowany od 31 marca 2025 na antenie Polsat Games.
28 września 2024 ogłoszono, że seria otrzyma drugi sezon. Jego premiera zaplanowana jest na 2026 rok.

### Lista odcinków
| №  | Tytuł | Reżyseria                                    | Premiera             | Premiera w Polsce |
| -- | --- | -------------------------------------------- | -------------------- | ----------------- |
| 1  | Koniec przygody Bōken no owari (冒険の終わり)                                                                   | Ayaka Tsuji                                  | 29 września 2023     | 31 marca 2025     |
| 2  | To nie musiała być magia... Betsuni mahō janakutatte... (別に魔法じゃなくたって…)                               | Tomoya Kitagawa                              | 29 września 2023     | 1 kwietnia 2025   |
| 3  | Magia zabijania Hito o korosu mahō (人を殺す魔法)                                                               | Daiki Harashina                              | 29 września 2023     | 2 kwietnia 2025   |
| 4  | Kraina, w której spoczywają dusze Tamashii no nemuru chi (魂の眠る地)                                           | Kento Matsui                                 | 29 września 2023     | 3 kwietnia 2025   |
| 5  | Widmo umarłych Shisha no gen’ei (死者の幻影)                                                                    | Kōta Mori                                    | 6 października 2023  | 4 kwietnia 2025   |
| 6  | Bohater wioski Mura no eiyū (村の英雄)                                                                          | Tōru Iwazawa                                 | 13 października 2023 | 7 kwietnia 2025   |
| 7  | Jak z bajki Otogibanashi no yō na mono (おとぎ話のようなもの)                                                   | Keisuke Kojima                               | 20 października 2023 | 8 kwietnia 2025   |
| 8  | Frieren Pogromczyni Sōsō no Furīren (葬送のフリーレン)                                                          | Tomoya Kitagawa                              | 27 października 2023 | 9 kwietnia 2025   |
| 9  | Aura Gilotyna Dantōdai no Aura (断頭台のアウラ)                                                                 | Kōki Fujimoto                                | 3 listopada 2023     | 10 kwietnia 2025  |
| 10 | Potężna magini Tsuyoi mahōtsukai (強い魔法使い)                                                                 | Nobuhide Kariya, Kazumasa Isogawa            | 10 listopada 2023    | 11 kwietnia 2025  |
| 11 | Zima w krainach północnych Kitagawa shokoku no fuyu (北側諸国の冬)                                              | Kento Matsui, Kunio Fujii                    | 17 listopada 2023    | 14 kwietnia 2025  |
| 12 | Prawdziwy bohater Honmono no yūsha (本物の勇者)                                                                 | Yoshiki Kawasaki                             | 24 listopada 2023    | 15 kwietnia 2025  |
| 13 | Niechęć wobec swoich Dōzoku ken'o (同族嫌悪)                                                                    | Takahiro Natori                              | 1 grudnia 2023       | 16 kwietnia 2025  |
| 14 | Przywilej młodych Wakamono no tokken (若者の特権)                                                               | Shinya Iino                                  | 8 grudnia 2023       | 17 kwietnia 2025  |
| 15 | Przeczuwam kłopoty Yakkaigoto no nioi (厄介事の匂い)                                                            | Morio Asaka, Kazumasa Isogawa, Izumi Seguchi | 15 grudnia 2023      | 18 kwietnia 2025  |
| 16 | Długowieczni przyjaciele Chōju tomodachi (長寿友達)                                                             | Kōta Mori                                    | 22 grudnia 2023      | 21 kwietnia 2025  |
| 17 | Trzymaj się Jā genki de (じゃあ元気で)                                                                          | Taku Kimura, Haruka Yutoku                   | 5 stycznia 2024      | 22 kwietnia 2025  |
| 18 | Egzamin na maga pierwszej klasy Ikkyū mahōtsukai senbatsu shiken (一級魔法使い選抜試験)                         | Ken Andō                                     | 12 stycznia 2024     | 23 kwietnia 2025  |
| 19 | Przemyślane plany Nyūnen na keikaku (入念な計画)                                                                | Fumie Muroi                                  | 19 stycznia 2024     | 24 kwietnia 2025  |
| 20 | Zabójstwo konieczne Hitsuyō na koroshi (必要な殺し)                                                             | Yoshiki Kawasaki                             | 26 stycznia 2024     | 25 kwietnia 2025  |
| 21 | Świat magii Mahō no sekai (魔法の世界)                                                                          | Kōta Mori                                    | 2 lutego 2024        | 28 kwietnia 2025  |
| 22 | Jutrzejsi wrogowie Tsugi kara wa katakidōshi (次からは敵同士)                                                   | Takahiro Natori                              | 9 lutego 2024        | 29 kwietnia 2025  |
| 23 | Labirynt Danjon kōryaku (迷宮攻略)                                                                              | Kazumasa Isogawa                             | 16 lutego 2024       | 30 kwietnia 2025  |
| 24 | Doskonała kopia Kanpeki na fukuseitai (完璧な複製体)                                                            | Hayato Kakinokida                            | 23 lutego 2024       | 1 maja 2025       |
| 25 | Śmiertelna słabość Chimeiteki na suki (致命的な隙)                                                              | Tomoya Kitagawa                              | 1 marca 2024         | 2 maja 2025       |
| 26 | Wyżyny magii Mahō no takami (魔法の高み)                                                                        | Hirotaka Mori                                | 8 marca 2024         | 5 maja 2025       |
| 27 | Era człowieka Ningen no jidai (人間の時代)                                                                      | Ka Hee Im                                    | 15 marca 2024        | 6 maja 2025       |
| 28 | Byłoby głupio, gdybyśmy znów się spotkali Mata atta toki ni hazukashīkara ne (また会ったときに恥ずかしいからね) | Keiichirō Saitō                              | 22 marca 2024        | 7 maja 2025       |

## Odbiór
W poradniku Kono manga ga sugoi! (edycja 2021 roku) seria znalazła się na 2. miejscu w rankingu 20 najlepszych mang dla chłopców, natomiast w rankingu z kolejnego roku uplasowała się na 6. miejscu. Manga zajęła 2. miejsce w rankingu rekomendowanych komiksów ogólnonarodowych pracowników księgarń z 2021 roku prowadzonym przez Honya Club. W tym samym roku zajęła również 17. miejsce na liście „książka roku” prowadzonej przez magazyn Da Vinci. Na liście z 2022 roku zajęła 10. miejsce.

### Sprzedaż
| Data         | 2021      | 2022      | 2022      | 2022      | 2023      | 2023       | 2023       | 2024       | 2024       |
| Data         | marzec    | luty      | czerwiec  | wrzesień  | marzec    | wrzesień   | grudzień   | marzec     | czerwiec   |
| ------------ | --------- | --------- | --------- | --------- | --------- | ---------- | ---------- | ---------- | ---------- |
| Liczba sztuk | 2 000 000 | 5 600 000 | 6 000 000 | 7 200 000 | 8 000 000 | 10 000 000 | 17 000 000 | 20 000 000 | 22 000 000 |

### Opinie

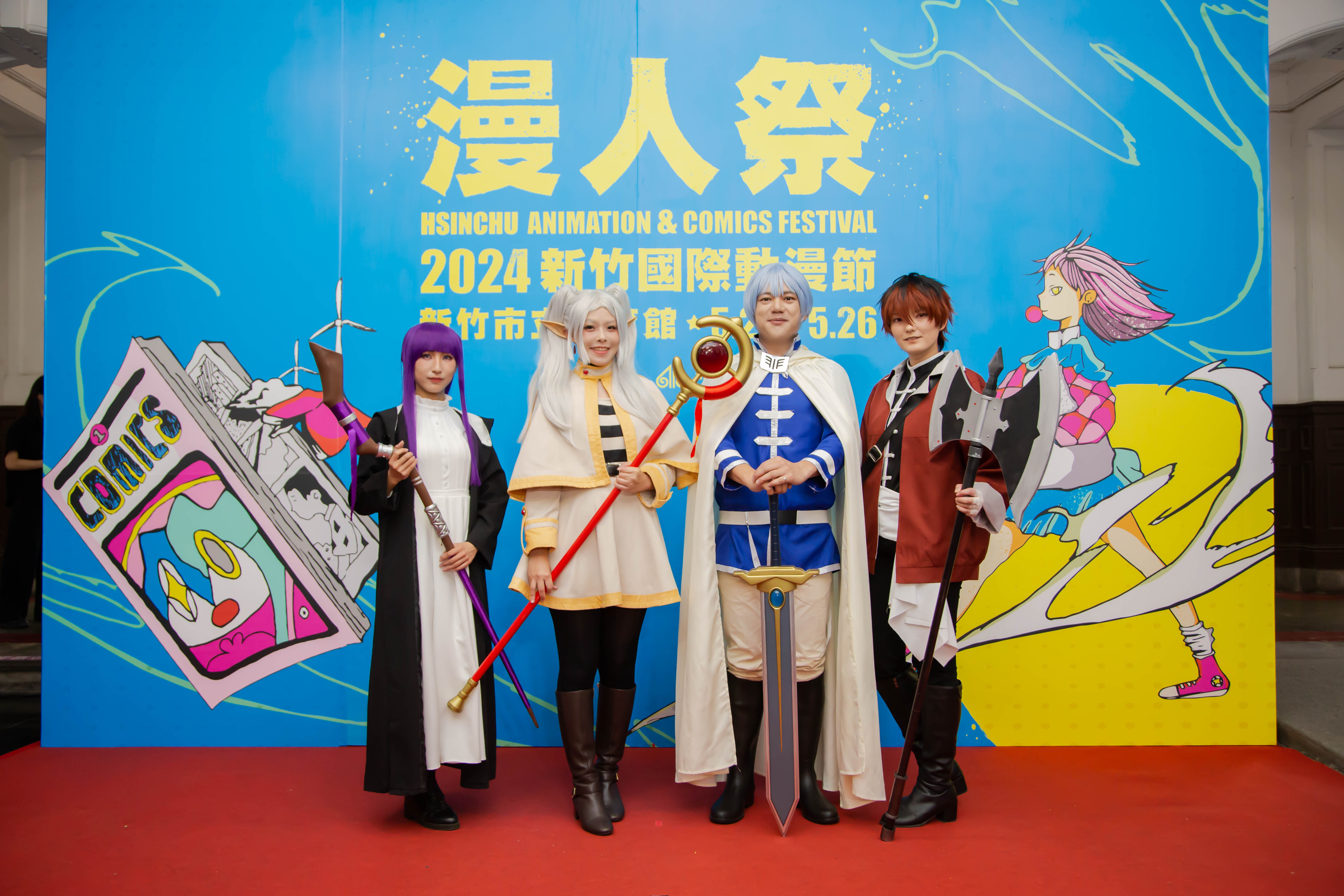
Cosplayerzy postaci z serii

Rebecca Silverman z Anime News Network przyznała pierwszemu tomowi ocenę A-. Pochwaliła koncepcję Frieren, która przeżywa swoich towarzyszy i jest zmuszona do życia, starając się zrozumieć ludzki świat i własne emocje, nazywając to „interesującym ujęciem gatunku fantasy”. Silverman skomentowała jednak, że rysunki nie są „w stanie całkowicie sprostać emocjonalnym zadaniom tej historii” i że uczennicy Frieren, Fern, „brakuje osobowości”.
Wolfen Moondaughter z Sequential Tart przyznała pierwszemu tomowi 9 punktów na 10. Recenzentka podkreśliła obyczajowy charakter historii, pomimo założenia, które obejmuje „przygody w stylu D&D”, chwaląc również interakcje między postaciami i rysunki, kończąc: „Jeśli chcesz odpocząć od scen walki, a chcesz czegoś bardziej pogodnego i kontemplacyjnego, ta książka powinna ci dobrze służyć! To także urocza opowieść o czczeniu pamięci o utraconych bliskich i radzeniu sobie z żałobą”. Sheena McNeil z tej samej strony internetowej dała pierwszemu tomowi ocenę 7/10. Doceniła koncepcję „co się dzieje z drużyną, gdy zadanie się kończy?” nazywając ją interesującą. McNeil porównała również tempo i odczucia serii do Haibane renmei. Redakcja The Fandom Post nazwała ją szóstą najlepszą mangą 2021 roku.

### Nagrody i wyróżnienia
| Rok  | Ceremonia                           | Rezultat   | Źródło               |
| ---- | ----------------------------------- | ---------- | -------------------- |
| 2021 | New Manga Award                     | 2. miejsce | [ 57 ]               |
| 2021 | Manga Taishō                        | Wygrana    | [ 58 ] [ 59 ] [ 60 ] |
| 2021 | Nagroda Kulturalna im. Osamu Tezuki | Wygrana    | [ 61 ] [ 62 ] [ 63 ] |
| 2021 | eBook Initiative Japan Manga Award  | 2. miejsce | [ 64 ] [ 65 ]        |
| 2021 | Nagroda Kōdansha Manga              | Nominacja  | [ 66 ]               |
| 2021 | Tsutaya Comic Award                 | 5. miejsce | [ 67 ]               |
| 2021 | Next Manga Award                    | 3. miejsce | [ 68 ]               |
| 2022 | Nagroda Kōdansha Manga              | Nominacja  | [ 69 ]               |
| 2023 | Nagroda Shōgakukan Manga            | Wygrana    | [ 70 ]               |
| 2024 | Nagroda Kōdansha Manga              | Wygrana    | [ 71 ]               |